# Південно-Західний прикордонний округ
Південно-Західний прикордонний округ — Оперативна група прикордонних військ КДБ при РМ Української РСР — військово-адміністративне оперативне об'єднання (прикордонний округ) прикордонних військ КДБ СРСР у 1954—1963 роках.

## Історія формування
22 лютого 1954 року були об'єднані Український і Молдавський прикордонні округи під загальною назвою Південно-Західний прикордонний округ МВС СРСР (з квітня 1957 — КДБ СРСР). Управління округу було розташоване у місті Львові, а потім — у Києві. Південно-Західний округ контролював кордон з Чехословаччиною, Румунією, Угорщиною та узбережжя Чорного моря в Українській РСР.
22 січня 1960 року наказом голови КДБ СРСР Південно-Західний прикордонний округ був перетворений в Оперативну групу прикордонних військ КДБ при Раді Міністрів Української РСР з відділенням із колишнього складу округу 22-го Кишинівського прикордонного загону, який займався охороною кордону Молдавської РСР з Румунією.
13 березня 1963 року об'єднанням Оперативних груп прикордонних військ Білоруської РСР і Української РСР, а також 22-го Кишинівського прикордонного загону був створений Західний прикордонний округ з управлінням у Києві.

## Склад округу
- Управління округу — Львів (Київ), Українська РСР
- 7-й Карпатський орденів Червоної Зірки, Кутузова і Олександра Невського прикордонний загін — м. Львів, Українська РСР
- 22-й Нижньодністровський прикордонний загін — м. Кишинів, Молдавська РСР
- 26-й Одеський прикордонний загін — м. Одеса, Українська РСР
- 27-й Мукачівський прикордонний загін — м. Мукачево, Українська РСР
- 31-й Чернівецький прикордонний загін — м. Чернівці, Українська РСР
- 79-й Сімферопольський прикордонний загін — м. Сімферополь, Українська РСР

## Командування округу
Командувачі округу (начальники військ)
- Казакевич Данило Васильович — квітень 1954 — листопад 1955
- Демшин Ілля Іванович — листопад 1955 — липень 1957
- Гребенник Кузьма Євдокимович — липень 1957 — вересень 1961
- Іванов Борис Олексійович — вересень 1961 — березень 1963

1-і заступники начальника військ — начальники штабу
- Ейсмонт Михайло Архипович — лютий 1954 — червень 1957
- Соколов Григорій Григорович — листопад 1957 — жовтень 1959

Заступники начальника військ — начальники політичного відділу
- Болдирєв Володимир Петрович — 195.8 - березень 1963